# Phortica oldenbergi
Phortica oldenbergi är en tvåvingeart som beskrevs av Oswald Duda 1924. Phortica oldenbergi ingår i släktet Phortica och familjen daggflugor.
Artens utbredningsområde är Tyskland. Inga underarter finns listade i Catalogue of Life.